# Missa de Notre-Dame
La Messe de Nostre Dame (Missa de la Nostra Senyora) és una missa polifònica composta abans de 1365 pel poeta i compositor francès Guillaume de Machaut (c. 1300–1377). Considerada àmpliament com una de les obres mestres de la música medieval i de tota la música religiosa, és històricament notable per ser la primera composició completa de l'Ordinari de la Missa atribuïble a un sol compositor.

Machaut va compondre la Messe de Nostre Dame per a la Catedral de Reims, on servia com a canonge, un membre permanent del clergat. Segons una rúbrica trobada a la Catedral, és probable que la missa s’interpretés durant la Missa de la Verge dels dissabtes.

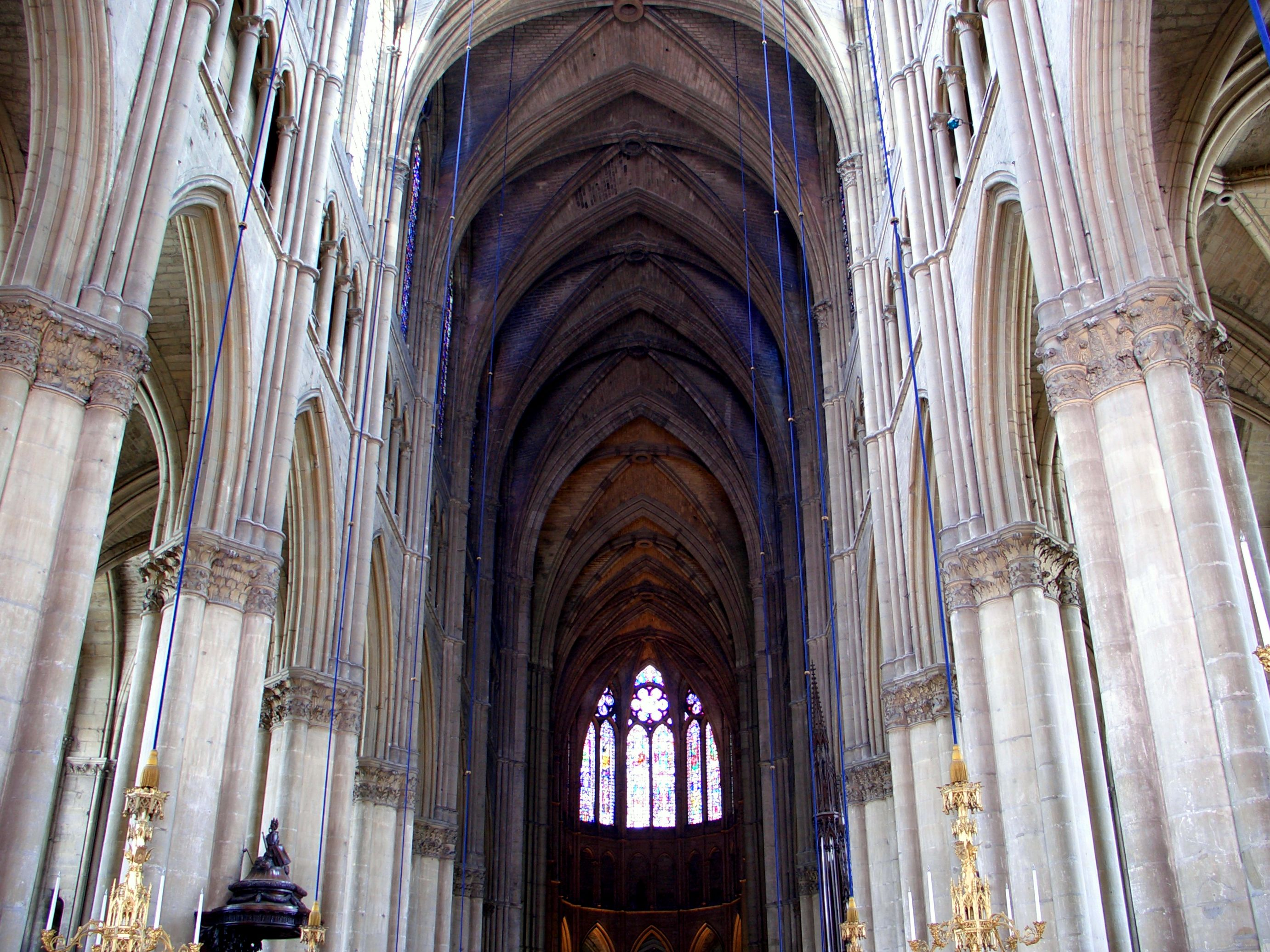
L'interior de la catedral de Reims, lloc on s'interpretava la missa

Alguns estudiosos hipotetitzen que, al contrari del que es creu comunament, Machaut no va començar a treballar per a la Catedral de Reims fins a finals de la dècada de 1350. Així, la composició de la missa podria haver estat un acte de devoció i dedicació que marcava la seva arribada al capítol catedralici.
D’acord amb els testaments de Guillaume i del seu germà Jean, que també era canonge a la Catedral, es creu que la missa es va transformar en un servei commemoratiu per a ells després de les seves morts. Tot i això, ni la naturalesa específica de la seva interpretació (si és que va existir) ni el servei pel qual es va preparar la missa han estat establerts de manera concloent.
La Messe de Nostre Dame consta de sis moviments: el Kyrie, el Gloria, el Credo, el Sanctus, l’Agnus Dei i el comiat Ite, missa est. El tenor del Kyrie es basa en el Kyrie IV del Vaticà; el Sanctus i l’Agnus Dei corresponen a la Missa XVII del Vaticà, i l’Ite, missa est es basa en el Sanctus VIII. El Gloria i el Credo no tenen una base aparent en cants litúrgics, tot i que estan estilísticament relacionats entre si.
La Messe de Nostre Dame de Machaut està escrita per a quatre veus en lloc de les tres més comunes: Machaut va afegir una veu de contratenor que es mou en el mateix registre greu que el tenor, substituint-lo de vegades com a veu més baixa.
En la litúrgia de la missa, els elements de l’Ordinari no es canten de manera consecutiva, sinó que estan separats per oracions i cants. La unificació que va fer Machaut d’aquests elements en un conjunt artístic és el primer exemple conegut d’una composició de l’Ordinari de la missa que és estilísticament coherent i concebuda com una unitat.
Aquesta innovació imposada a l’Ordinari representa una idea artística abstracta que no s’havia considerat prèviament i, potencialment, va influir els compositors al llarg dels segles a continuar creant composicions de l’Ordinari amb una coherència estilística.
1. 1 2  Gombosi, O. «Machaut's 'Messe Notre-Dame'» (en anglès). The Musical Quarterly, Vol. 36, Núm. 2, 4-1950, pàg. 204-224. Arxivat de l'original el 2013-04-09 [Consulta: 5 desembre 2024].
2. 1 2  Wulf, Arlt. «Machaut [Machau, Machault], Guillaume de [Guillelmus de Machaudio]». A: The New Grove Dictionary of Music and Musicians (en anglès). Stanley Sadie.  Londres: London: Macmillan Publishers Ltd., 1980. ISBN 9780333026021.
3. ↑  Bowers, R «Guillaume de Machat and His Canonry of Reims, 1338–1377». Early Music History 23, 2004, pàg. 1-48.
4. ↑  Keitel, E.A. «The So-Called Cyclic Mass of Guillaume de Machaut: New Evidence for an Old Debate» (en anglès). The Musical Quarterly, Vol. 68, Núm. 3, 7-1982, pàg. 307-323. Arxivat de l'original el 2013-04-09 [Consulta: 5 desembre 2024].